# Gangapurna
Pour les articles homonymes, voir Annapurna (homonymie).
Le Gangapurna, en sanskrit, népalais et nepalbhasha Gaṅgāpūrṇa, est un sommet du Népal s'élevant à 7 455 mètres d'altitude. Il est situé dans le massif des Annapurnas à 14 kilomètres à l'est de l'Annapurna I (10e plus haut sommet du monde).
L'Asapurna proche est parfois appelé Gangapurna Ouest.

## Première ascensions
- 6 mai 1965 : par une expédition allemande dirigée par G. Hauser et comprenant L. Greissl, K. Ekkerlein, Karl Heinz Ehlers, H. Köllensperger, E. Reismüller, O. Seibold et H. Wünsche.
- 1970 : deuxième ascension par une expédition japonaise dirigée par Sumi Kiyoshi. La réussite est endeuillée par une avalanche qui tue 8 membres de l'expédition.